# Aljaž Bedene
Aljaž Bedene (Ljubljana, 18 juli 1989) is een tennisspeler uit Slovenië die vanaf 2015 uitkwam voor het Verenigd Koninkrijk, maar vanaf 2018 terug de Sloveense nationaliteit aannam na herhaalde weigering om voor het Britse Daviscupteam uit te mogen komen. Hij heeft nog geen ATP-toernooi gewonnen, maar deed wel al mee aan grandslamtoernooien. Hij stond viermaal in de finale van een ATP-toernooi in het enkelspel. Hij heeft tien challengers in het enkelspel en één challenger in het dubbelspel op zijn naam staan.

## Palmares
| Legenda                       | Legenda               |
| ----------------------------- | --------------------- |
| Grand Slam                    |                       |
| Olympische Spelen             |                       |
| tot 2009                      | vanaf 2009            |
| Tennis Masters Cup            | ATP Finals            |
| ATP Masters Series            | ATP Tour Masters 1000 |
| ATP International Series Gold | ATP Tour 500          |
| ATP International Series      | ATP Tour 250          |

### Enkelspel
| Nr.                  | Datum             | Toernooi         | Ondergrond    | Tegenstander in finale | Score               |         |
| -------------------- | ----------------- | ---------------- | ------------- | ---------------------- | ------------------- | ------- |
| Verloren finales     |                   |                  |               |                        |                     |         |
| 1.                   | 11 januari 2015   | ATP Chennai      | Hardcourt     | Stanislas Wawrinka     | 3-6, 4-6            | Details |
| 2.                   | 30 april 2017     | ATP Boedapest    | Gravel        | Lucas Pouille          | 3-6, 1-6            | Details |
| 3.                   | 18 februari 2018  | ATP Buenos Aires | Gravel        | Dominic Thiem          | 2-6, 4-6            | Details |
| 4.                   | 22 september 2019 | ATP Metz         | Hardcourt (i) | Jo-Wilfried Tsonga     | 7-6(4), 6-7(4), 3-6 | Details |
| Gewonnen challengers |                   |                  |               |                        |                     |         |
| 1.                   | 28 maart 2011     | Barletta         | Gravel        | Filippo Volandri       | 7-5, 6-3            |         |
| 2.                   | 27 februari 2012  | Casablanca       | Gravel        | Nicolas Devilder       | 7-66, 7-64          |         |
| 3.                   | 2 april 2012      | Barletta (2)     | Gravel        | Potito Starace         | 6-2, 6-0            |         |
| 4.                   | 11 juni 2012      | Košice           | Gravel        | Simon Greul            | 7-61, 6-2           |         |
| 5.                   | 23 juli 2012      | Wuhan            | Hardcourt     | Josselin Ouanna        | 6-3, 4-6, 6-3       |         |
| 6.                   | 6 mei 2013        | Rome             | Gravel        | Filippo Volandri       | 6-4, 6-2            |         |
| 7.                   | 9 september 2013  | Banja Luka       | Gravel        | Diego Schwartzman      | 6-3, 6-4            |         |
| 8.                   | 6 juli 2014       | Todi             | Gravel        | Márton Fucsovics       | 2-6, 7-6(4), 6-4    |         |
| 9.                   | 22 maart 2015     | Irving           | Hardcourt     | Tim Smyczek            | 7-6(3), 3-6, 6-3    |         |
| 10.                  | 10 mei 2015       | Rome (2)         | Gravel        | Adam Pavlásek          | 7-5, 6-2            |         |
| 11.                  | 12 juli 2015      | Todi (2)         | Gravel        | Nicolás Kicker         | 7-6(3), 6-4         |         |
| 12.                  | 19 maart 2017     | Irving (2)       | Hardcourt     | Michail Koekoesjkin    | 6-4, 3-6, 6-1       |         |
| 13.                  | 9 april 2017      | Sophia Antipolis | Gravel        | Benoît Paire           | 6-2, 6-2            |         |
| 14.                  | 16 april 2017     | Barletta (3)     | Gravel        | Gastão Elias           | 7-64, 6-3           |         |

### Palmares dubbelspel
| Nr.                              | Datum             | Toernooi  | Ondergrond | Partner      | Tegenstanders in finale            | Score                 |
| -------------------------------- | ----------------- | --------- | ---------- | ------------ | ---------------------------------- | --------------------- |
| Gewonnen challengers herendubbel |                   |           |            |              |                                    |                       |
| 1.                               | 19 september 2011 | Ljubljana | Gravel     | Grega Žemlja | Roberto Bautista-Agut Iván Navarro | 6-3, 6-7(10), [12-10] |

## Resultaten grote toernooien
| Legenda | Legenda                          |
| ------- | -------------------------------- |
| g.t.    | geen toernooi gehouden           |
| l.c.    | lagere categorie                 |
| –       | niet deelgenomen                 |
| G       | uitgeschakeld in de groepsfase   |
| 1R      | uitgeschakeld in de eerste ronde |
| 2R      | uitgeschakeld in de tweede ronde |
| 3R      | uitgeschakeld in de derde ronde  |
| 4R      | uitgeschakeld in de vierde ronde |
| KF      | uitgeschakeld in de kwartfinale  |
| HF      | uitgeschakeld in de halve finale |
| F       | de finale verloren               |
| W       | het toernooi gewonnen            |
| w-v     | winst/verlies-balans             |

### Enkelspel
| toernooi             | 2013 | 2014 | 2015 | 2016 | 2017 | 2018 | 2019 | 2020 | 2021 |
| -------------------- | ---- | ---- | ---- | ---- | ---- | ---- | ---- | ---- | ---- |
| grandslamtoernooien  |      |      |      |      |      |      |      |      |      |
| Australian Open      | 1R   | 1R   | 1R   | 1R   | 1R   | 1R   | 1R   | 2R   | 1R   |
| Roland Garros        | 1R   | –    | 1R   | 3R   | 2R   | 1R   | 1R   | 3R   | 2R   |
| Wimbledon            | 1R   | 1R   | 2R   | 1R   | 3R   | 2R   | 1R   | g.t. | 3R   |
| US Open              | 1R   | –    | 2R   | 1R   | 1R   | 1R   | 3R   | 1R   |      |
| ATP Masters 1000     |      |      |      |      |      |      |      |      |      |
| Indian Wells         | 1R   | –    | –    | 1R   | –    | –    | –    | g.t. |      |
| Miami                | 2R   | 3R   | –    | 2R   | 1R   | 1R   | 1R   | g.t. | 2R   |
| Monte Carlo          | –    | –    | –    | 2R   | –    | 2R   | 1R   | g.t. | –    |
| Madrid               | –    | –    | –    | –    | –    | –    | –    | g.t. | –    |
| Rome                 | –    | –    | –    | 1R   | 2R   | 3R   | –    | –    | 1R   |
| Montreal/Toronto     | –    | –    | –    | –    | –    | –    | –    | g.t. |      |
| Cincinnati           | –    | –    | –    | –    | –    | –    | –    | 3R   |      |
| Shanghai             | –    | –    | –    | –    | 2R   | –    | –    | g.t. |      |
| Parijs               | –    | –    | 2R   | –    | –    | –    | –    | 1R   |      |
| olympisch            |      |      |      |      |      |      |      |      |      |
| Olympische Spelen    | g.t. | g.t. | g.t. | –    | g.t. | g.t. | g.t. | g.t. |      |
| statistieken         |      |      |      |      |      |      |      |      |      |
| totaal aantal titels | 0    | 0    | 0    | 0    | 0    | 0    | 0    | 0    | 0    |
| eindejaarsranking    | 88   | 145  | 45   | 101  | 49   | 67   | 58   | 58   |      |

### Dubbelspel
| toernooi             | 2013 | 2014 | 2015 | 2016 | 2017 | 2018 | 2019 | 2020 | 2021 |
| -------------------- | ---- | ---- | ---- | ---- | ---- | ---- | ---- | ---- | ---- |
| grandslamtoernooien  |      |      |      |      |      |      |      |      |      |
| Australian Open      | –    | –    | –    | 1R   | –    | –    | 1R   | 1R   | 1R   |
| Roland Garros        | 2R   | –    | 1R   | –    | –    | –    | 1R   | 2R   | 1R   |
| Wimbledon            | 1R   | –    | 1R   | –    | –    | –    | –    | g.t. | –    |
| US Open              | –    | –    | 1R   | –    | –    | –    | –    | –    |      |
| ATP Masters 1000     |      |      |      |      |      |      |      |      |      |
| (nog) geen deelnames |      |      |      |      |      |      |      |      |      |
| olympisch            |      |      |      |      |      |      |      |      |      |
| Olympische Spelen    | g.t. | g.t. | g.t. | –    | g.t. | g.t. | g.t. | g.t. |      |
| statistieken         |      |      |      |      |      |      |      |      |      |
| totaal aantal titels | 0    | 0    | 0    | 0    | 0    | 0    | 0    | 0    | 0    |
| eindejaarsranking    | 150  | —    | 532  | 248  | 550  | —    | 452  | 376  |      |